# Бенинский конституционный референдум (1990)
Конституционный референдум в Бенине проходил 2 декабря 1990 года. Основной вопрос касался введения многопартийной политической системы. Второстепенный вопрос был об возрастном ограничении для президента. В результате введение многопартийной системы было одобрено 93,2% голосов инбирателей, при этом за ограничение возраста для президента проголосовало 73,3% избирателей.

## Результаты
| Выбор                                                                                  | Голоса                              | %                                   | Голоса    | %     |
| -------------------------------------------------------------------------------------- | ----------------------------------- | ----------------------------------- | --------- | ----- |
| За, с возрастным ограничением                                                          | 926 860                             | 73,3%                               | 1 178 924 | 93,2% |
| За, без возрастного ограничения                                                        | 252 064                             | 19,9%                               | 1 178 924 | 93,2% |
| Против                                                                                 | Против                              | Против                              | 85 717    | 6,8%  |
| Недействительных/пустых бюллетеней                                                     | Недействительных/пустых бюллетеней  | Недействительных/пустых бюллетеней  | 40 229    | –     |
| Всего                                                                                  | Всего                               | Всего                               | 1 304 870 | 100   |
| Зарегистрированных избирателей/Явка                                                    | Зарегистрированных избирателей/Явка | Зарегистрированных избирателей/Явка | 2 052 105 | 63,6  |
| Источник: African Elections Database Архивная копия от 27 июня 2021 на Wayback Machine |                                     |                                     |           |       |